# Tripalium
A tripalium (a középkori latin tripalium vagy trepalium szóból: tri-, ’három-’, ’hármas’ és palus, ’cövek, pálca’) egy középkori kínzóeszköz. Pontos formájáról és használatáról nem sokat tudunk; az sem teljesen biztos, hogy rendeltetése mindig kínzószerszám volt. Annyi viszont bizonyos, hogy – amint neve is jelzi – három fából készült karóból állt, amelyeket valószínűleg összekötöztek, majd ehhez kötözték oda a bűnösöket, hogy mozgásképtelenné tegyék őket.
Feltételezések szerint a tripalium (tripaliare) vulgáris latin alakjából, a trepaliumból származnak a legtöbb újlatin nyelvben a „munka” és „dolgozni” jelentésű szavak (vö. francia travail, portugál trabalho, spanyol trabajo, katalán treball, szárd traballu stb.). Ez arra enged következtetni, hogy az eszköz egy mezőgazdasági – talán gereblyézésre használt – szerszám (is) lehetett valamikor, azonban ez az összefüggés sem bizonyított. Egy másik értelmezés szerint a középkori rabszolgák a munkát gyötrelemként, kínzásként élték meg, s ebből származik a szó mai jelentése az újlatin nyelvekben. Más források azonban a vulgáris latin trabalium (< trabaculum) alakra vezetik vissza a trabs szóból, melynek jelentése ’gerenda’.